# Burgas (tỉnh)
Burgas hay oblast (tiếng Bulgaria: Област Бургас) nằm ở tây nam Bulgaria, bên bờ biển Đen, giáp biên giới với tỉnh Kırklareli của Thổ Nhĩ Kỳ. Thủ phủ là Burgas. Đây là tỉnh có diện tích rộng nhất, rộng hơn tỉnh Sofia, và xếp thứ 4 về dân số.

## Các đô thị và thị xã

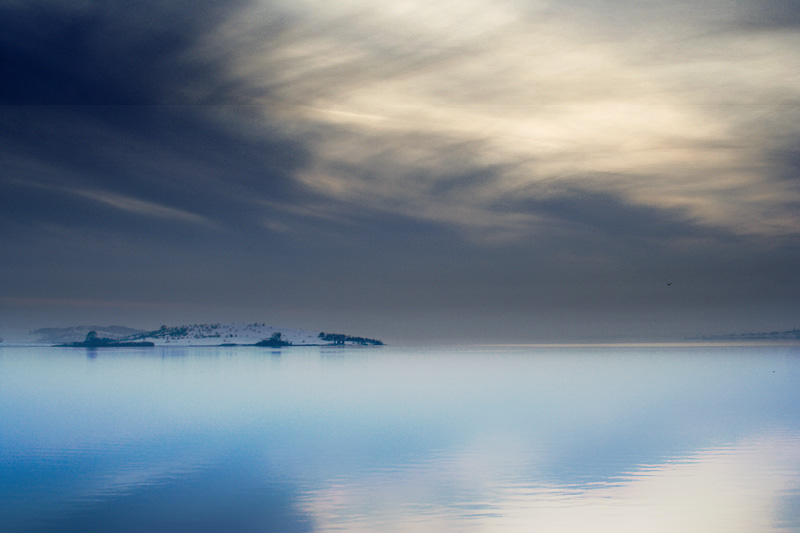
Hồ Mandrensko gần Burgas

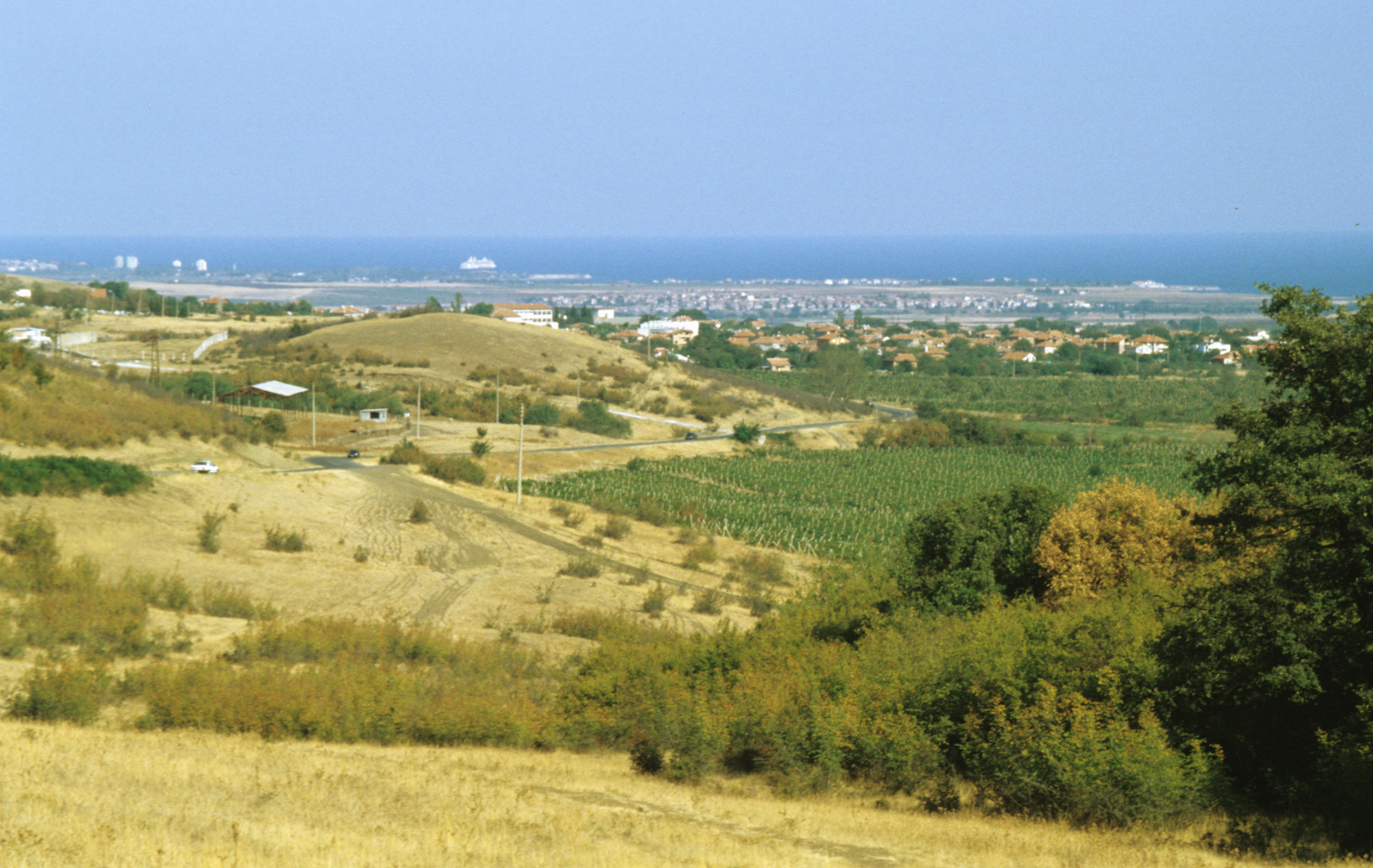
Tỉnh Burgas

Tỉnh Burgas được chia ra các đô thị (obshtina) và thị xã:

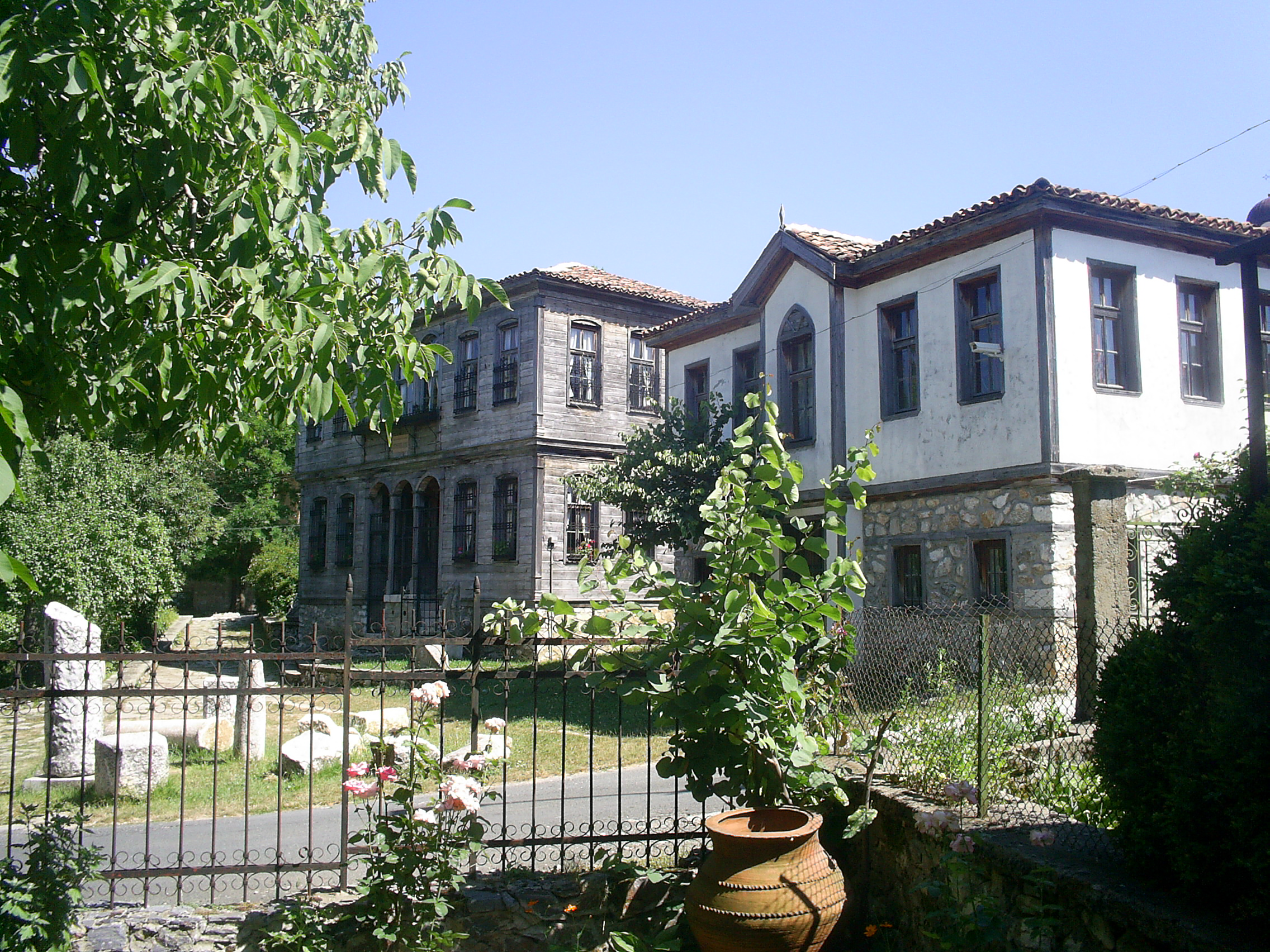
Nhà cổ ở Malko Tarnovo, Strandzha

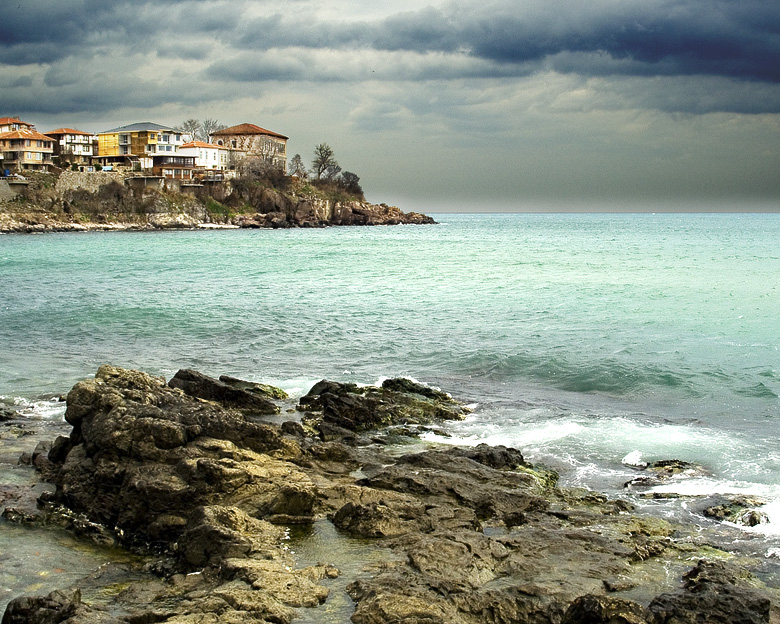
Cảnh Sozopol

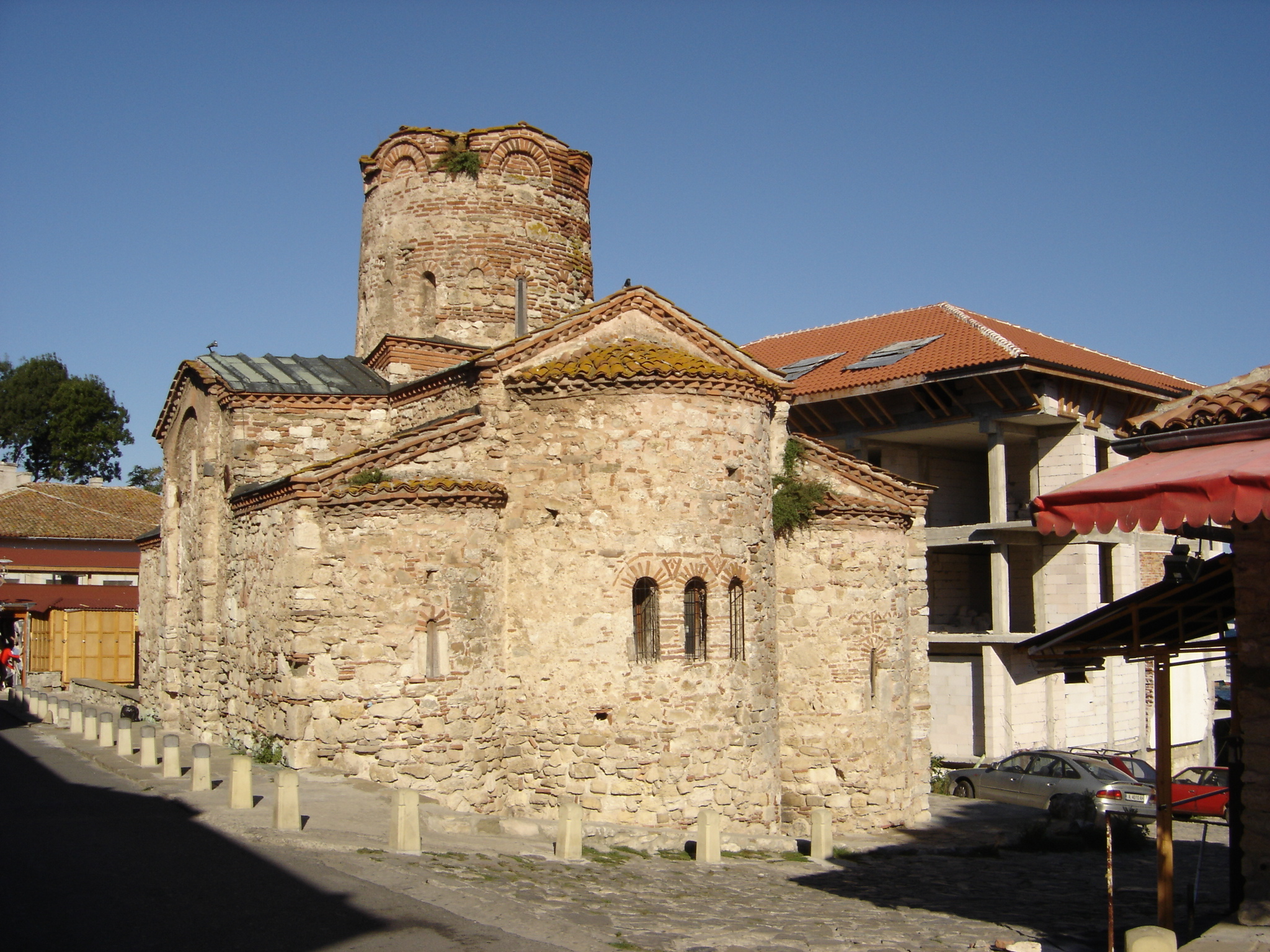
Nhà thờ St John the Baptist (thế kỷ 11) ở Nessebar

### Đô thị Aitos
Aitos,
Cherna mogila,
Chernograd,
Chukarka,
Dryankovets,
Karageorgievo,
Karanovo,
Lyaskovo,
Malka polyana,
Maglen,
Peshtersko,
Pirne,
Polyanovo,
Raklinovo,
Sadievo,
Topolitsa,
Zetyovo

### Đô thị Burgas
Balgarovo,
Banevo,
Bratovo,
Bryastovets,
Burgas,
Cherno more
Dimchevo,
Draganovo,
Izvorishte,
Marinka,
Mirolyubovo,
Ravnets,
Rudnik,
Tvarditsa,
Vetren

### Đô thị Kameno
Kameno,
Krastina,
Livada,
Konstantinovo,
Polski izvor,
Rusokastro,
Svoboda,
Troyanovo,
Trastikovo,
Cherni vrah
Vinarsko,
Vratitsa,
Zhelyazovo

### Đô thị Karnobat
Asparuhovo,
Cherkovo,
Detelina,
Devetak,
Devetintsi,
Dobrinovo,
Dragantsi,
Dragovo,
Ekzarh Antimovo,
Glumche,
Hadzhiite,
Iskra,
Karnobat,
Klikach,
Kozare,
Krumovo gradishte,
Krushovo,
Madrino,
Nevestino,
Ognen,
Raklitsa,
San-Stefano,
Sigmen,
Sokolovo,
Sarnevo,
Smolnik,
Tserkovski,
Venets,
Zheleznik,
Zhitosvyat,
Zimen

### Đô thị Malko Tarnovo
Bliznak,
Brashlyan,
Byala voda,
Evrenozovo,
Gramatikovo,
Kalovo,
Malko Tarnovo,
Mladezhko,
Slivarovo,
Stoilovo
Vizitsa,
Zabernovo,
Zvezdets

### Đô thị
Banya,
Emona,
Gyulyovtsa,
Koznitsa,
Kosharitsa,
Nesebar,
Obzor,
Orizare,
Panitsovo,
Priseltsi,
Rakovskovo,
Ravda,
Sveti Vlas,
Tankovo

### Pomorie municipality
Aheloy,
Belodol,
Aleksandrovo,
Bata,
Dabnik,
Gaberovo,
Goritsa,
Galabets,
Kableshkovo,
Kamenar,
Kozichino,
Kosovets,
Laka,
Medovo,
Pomorie,
Poroy,
Stratsin

### Đô thị Primorsko
Kiten,
Novo Panicharevo,
Pismenovo,
Veselie

### Đô thị Ruen
Bilka,
Cheresha,
Dobra polyana,
Dobromir,
Dropla,
Daskotna,
Dyulya,
Kamenyak,
Karavelyovo,
Listets,
Lyulyakovo,
Pripek,
Mrezhichko,
Podgorets,
Preobrazhentsi,
Planinitsa,
Prosenik,
Rechitsa,
Razboyna,
Razhitsa,
Rozhden,
Rudina,
Ruen,
Rupcha,
Shivarovo,
Skalak,
Snezha,
Snyagovo,
Sokolets,
Sredna mahala,
Struya,
Sini rid,
Topchiysko,
Tranak,
Vishna,
Vresovo,
Yabalchevo,
Yasenovo,
Zaimchevo,
Zaychar,
Zvezda

### Đô thị Sozopol
Atiya,
Chernomorets,
Gabar,
Indzhe voyvoda,
Izvor,
Krushevets,
Prisad,
Ravadinovo,
Ravna gora,
Rosen,
Sozopol,
Varshilo,
Zidarovo

### Đô thị Sredets
Belevren,
Belila,
Bistrets,
Bogdanovo,
Debelt,
Dolno Yabalkovo,
Draka,
Drachevo,
Dyulevo,
Fakiya,
Golyamo Bukovo,
Gorno Yabalkovo,
Granitets,
Granichar,
Sredets,
Kirovo,
Kubadin,
Momina tsarkva,
Malina,
Orlintsi,
Prohod,
Panchevo,
Radoynovo,
Rosenovo,
Svetlina,
Sinyo kamene,
Slivovo,
Suhodol,
Trakiytsi,
Varovnik,
Zagortsi,
Zornitsa,

### Đô thị Sungurlare
Balabanchevo,
Beronovo,
Bosilkovo,
Chernitsa,
Chubra,
Dabovitsa
Gorovo,
Esen,
Grozden,
Kamensko,
Kamchiya,
Klimash,
Kosten,
Lozarevo,
Lozitsa,
Manolich,
Pchelin,
Podvis,
Prilep,
Sadovo,
Skala,
Slavyantsi,
Sungurlare,
Terziysko,
Valchin,
Vedrovo,
Velislav,
Vezenkovo,
Zavet

### Đô thị Tsarevo
Ahtopol,
Brodilovo,
Balgari,
Fazanovo,
Izgrev,
Kondolovo,
Kosti,
Lozenets,
Rezovo,
Sinemorets,
Tsarevo,
Varvara,
Velika